# Amephana dalmatica
Amephana dalmatica is een vlinder uit de familie uilen (Noctuidae). De wetenschappelijke naam is voor het eerst geldig gepubliceerd in 1919 door Rebel.
De soort komt voor in Europa.